# عمو بابا
"عمو بابا" مشهورترین مربی و بازیکن آشوری‌تبار اهل عراق بود. مهاجم  عراق در سال ۱۹۷۰ از فوتبال خداحافظی کرد و از همان موقع مربیگری را شروع کرد.
عمو بابا در این سمت حتی از دوره بازی فوتبالش موفق تر بود و سه بار جام قهرمانی گلف کاپ را برای تیم ملی عراق در سال‌های ۱۹۷۹، ۱۹۸۴ و ۱۹۸۸ بدست آورد. او تیم ملی عراق را در سال ۱۹۸۲ به قهرمانی بازی‌های آسیایی رساند. تیم او سال ۱۹۸۱ قهرمان مرداکا شد و در ۱۹۸۸ روی سکوی اول جام ملت‌های عرب ایستاد.
عمو بابا همان چهره‌ای بود که در بازیهای انتخابی جام جهانی ۱۹۹۴ در قطر قبل از بازی با ایران به روی نیمکت نشست و تیمش را به پیروزی رساند هر چند هر دو تیم ایران و عراق از رسیدن به آن جام جهانی بازماندند. او سابقه بازی در مالمو سوئد را در کارنامه دارد.

## درگذشت
در سال ۲۰۰۹ و در سن ۷۵ سالگی در بیمارستان «دهوک» واقع در اقلیم کردستان عراق در گذشت.
جلال طالبانی رئیس‌جمهور عراق هم درگذشت افسانه فوتبال عراق را به همه مردم تسلیت گفت.

وی در میان فوتبال‌دوستان جهان چهره شناخته شده‌ای بود به طوری که «محمد بن همام» رئیس کنفدراسیون فوتبال آسیا به انتشار پیامی به‌مناسبت درگذشت وی گفت: 
عمو بابا همه عمرش را وقف فوتبال کرد. در علاقه او به فوتبال تردیدی نبود برای همین عراق و فوتبال آسیا شخص بزرگی را از دست داد.

## جستارهای ویژه
- تیم ملی فوتبال عراق